# Furies (série télévisée)
Furies est une série d'action, produite et diffusée par Netflix, créée par Jean-Yves Arnaud et Yoann Legave, avec Lina El Arabi, Marina Foïs et Mathieu Kassovitz. Elle est diffusée sur la plateforme Netflix depuis le 1er mars 2024.
En septembre 2024, la série a été renouvelée pour une deuxième saison.

## Synopsis
Lyna Guerrab s'est éloignée de sa famille quand elle a découvert qu'ils travaillaient pour les six familles mafieuses qui règnent en secret sur le crime à Paris. Le jour de son anniversaire, elle découvre que son père lui a transféré plus de deux millions d'euros avant qu'il soit assassiné sous ses yeux. Soupçonnant la Furie, une tueuse implacable qui permet de maintenir l'équilibre des forces entre les familles, elle va tenter de la retrouver mais va devenir son élève, alors que la police la suit encore.

## Distribution
- Lina El Arabi : Lyna Guerrab
- Marina Foïs : Selma, la « Furie »
- Mathieu Kassovitz : Driss
- Steve Tientcheu : Simon, le « Fixeur »
- Quentin Faure : Nico, le « Boueux »
- Jérémy Nadeau : Élie
- Sandor Funtek : Orso
- Anne Azoulay : Mama
- Eye Haïdara : Keïta
- Fatima Adoum : Amytis
- Jade Nadja Nguyen : Mme Tran
- Francis Leplay : M. Tran
- Jean-Pierre Michaël : Papou
- Camille Debacker : Le « Squale »
- Moussa Maaskri : Fehim
- Alex Brendemühl : Parques
- Rémi Bichet : Joseph de la Brenne d'Otrante, "le Duc"
- Alexandre Wetter : le Californien
- Halim Oudane : la Gelée (frère K)
- Hocine Choutri : Karl (frère K)
- Romans Suarez-Pazos : Fraco (frère K)

## Épisodes
La première saison, mise en ligne le 1er mars 2024 compte huit épisodes :
1. Je bosse pour elle
2. Cœur brisé > balle dans la tête
3. J'aurai jamais parié sur toi
4. La Furie, c'est comme la gale
5. Bonjour mon amour
6. La nature a horreur du vide
7. Ils sont où les couteaux ?
8. Namaste connard

## Fiche technique
- Réalisation : Cédric Nicolas-Troyan, Samuel Bodin et Laura Weaver
- Scénario : Jean-Yves Arnaud, Yoann Legave et Quoc Dang Tran
- Production : Raphaël Rocher, Éric Laroche,
- Sociétés de production : Daïmôn Films, Netflix France, Empreinte Digitale
- Musique : Guillaume Roussel

## Accueil critique
Furies a reçu un accueil mitigé. Pierre Langlais, pour Première, définit la série comme un « pur produit formaté pour cartonner mais à éviter, malgré un beau casting». Léo Martin, pour le site EcranLarge, met une note de 2,5 étoiles sur 5, estime que « la série [...] ne fait pas autant d'étincelles que ses comédiennes, et souffre d'un récit qui manque de panache et de concision ».

## Tournage
Le tournage de la première saison a débuté le 23 novembre 2022 et s'est terminé au printemps 2023 en Île-de-France. Le tournage de la deuxième saison débutera le 7 avril 2025 et se terminera dans l'été 2025 en Île-de-France également.